# Pseudopanthera oberthuri
Pseudopanthera oberthuri är en fjärilsart som beskrevs av Alphéraky 1895. Pseudopanthera oberthuri ingår i släktet Pseudopanthera och familjen mätare. Inga underarter finns listade.